# Sant Llorenç de Vila-rodona
L'església de Sant Llorenç de Vila-rodona és un monument protegit com a bé cultural d'interès local del municipi de Vila-rodona (Alt Camp).

## Descripció
L'edifici de l'església està situat als afores de Vila-rodona, a l'antic camí que la comunicava amb Aiguamúrcia. És una construcció de grans proporcions, de planta basilical. El seu interior es troba en l'actualitat molt malmès. L'exterior, tot i trobar-se molt modificat i en precari estat de conservació, permet identificar els elements d'estil Renaixement a què pertany. Del conjunt val la pena remarcar la composició de la façana, amb una porta, avui tapiada d'arc escarser i escut centrat, una obertura circular, també tapiada, a la part superior, i un acabament de línies sinuoses. Tot l'edifici presenta modificacions quant a les obertures, practicades irregularment. El material emprat és la pedra vista.

## Història
L'església de Sant Llorenç és l'únic element que resta de l'antic convent dels Dolors, de pares servites. El conjunt s'havia començat a construir l'any 1599. En diverses ocasions, els frares van haver de deixar l'edifici a causa d'esdeveniments bèl·lics. L'any 1835 el convent fou definitivament abandonat, i va patir incendis i robatoris. En aquell període, en temps de la Primera Guerra Carlina, el convent va ser enderrocat per fortificar Vila-rodona, tot i que l'església fou conservada com a magatzem de vi.